# Krashen
Krashen là một đô thị thuộc tỉnh Shirak, Armenia. Dân số ước tính năm 2011 là 273 người.